# VC Allvo
VC Allvo – holenderski męski klub siatkarski z Almere. Założony został 10 lutego 1981 roku. W sezonie 2009/2010 wywalczył awans do najwyższej klasy rozgrywek (A-League), jednak z powodów finansowych w niej nie wystartował.
Dawniej klub nosił nazwę VC Omniworld, jednak ze względów na problemy finansowe, musiał podjąć działania upadłościowe, które doprowadziły do powstania klubu VC Allvo występującego od 2008 roku w B-League.

## Rozgrywki międzynarodowe
| Sezon     | Rozgrywki        | Miejsce    |
| --------- | ---------------- | ---------- |
| 2002/2003 | Puchar Top Teams | 3. miejsce |
| 2004/2005 | Puchar Top Teams | 4. miejsce |

## Medale, tytuły, trofea
- Puchar Holandii: 2003, 2004
- Superpuchar Holandii: 2002, 2003, 2004